# Villafranca de los Barros
Villafranca de los Barros ist eine Stadt mit 12.362 Einwohnern (Stand: 2024) in der Provinz Badajoz in der Extremadura.

## Geographie
Villafranca de los Barros liegt in der Extremadura auf einer Höhe von ca. 410 m an der historischen Straßenverbindung Via de la Plata im Weinbaugebiet Ribera del Guadiana. Mérida befindet sich etwa 45 Kilometer nördlich, Sevilla ist 150 km in südlicher Richtung entfernt. Die Provinzhauptstadt Badajoz liegt 75 Kilometer westlich. Die nächstgelegene größere Stadt ist Almendralejo, etwa 18 Kilometer nördlich von Villafranca.

## Geschichte
Der heutige Ort entstand in der zweiten Hälfte des 13. Jahrhunderts nach der Reconquista und erhielt in der Mitte des 14. Jahrhunderts eine eigene Verwaltung. Zunächst war der Ort als Villafranca del Maestre und als Villafranca del Maestrazgo bekannt, später als Villafranca de Extremadura. In der Mitte des 19. Jahrhunderts nahm der Ort seinen heutigen Namen Villafranca de los Barros an und erhielt 1885 das Stadtrecht. Im Jahr 1984 wurde die Talsperre Molinos de Matachel am Fluss Matachel einige Kilometer östlich der Stadt fertiggestellt, die die Wasserversorgung von Villafranca sichert.

## Bevölkerungsentwicklung
| Jahr      | 1842  | 1877  | 1887  | 1900  | 1910   | 1920   | 1930   | 1940   | 1950   | 1960   | 1970   | 1981   | 1991   | 2001   | 2010   |
| --------- | ----- | ----- | ----- | ----- | ------ | ------ | ------ | ------ | ------ | ------ | ------ | ------ | ------ | ------ | ------ |
| Einwohner | 4.406 | 8.591 | 9.538 | 9.820 | 12.876 | 12.994 | 13.666 | 15.510 | 16.671 | 15.812 | 13.283 | 12.449 | 12.443 | 12.487 | 13.296 |

## Sehenswürdigkeiten

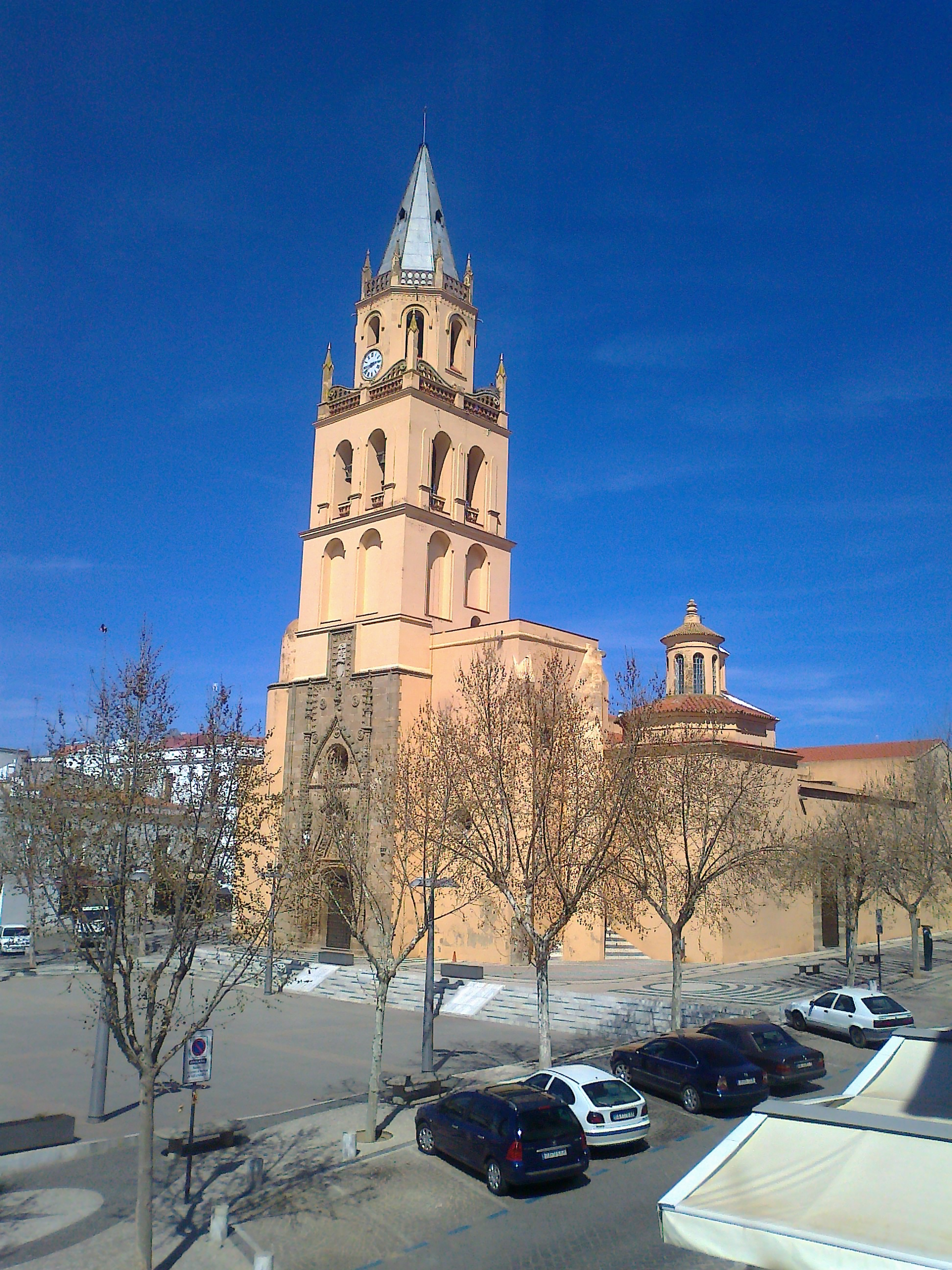
Die Iglesia de Nuestra Señora del Valle

- Die Iglesia de Nuestra Señora del Valle wurde in der zweiten Hälfte des 16. Jahrhunderts erbaut und ist als Bien de Interés Cultural geschützt.
- Das Rathaus an der Plaza de España wurde im Jahr 1765 errichtet.
- Das historisch-ethnografische Museum besteht seit 2013 und befasst sich mit der Geschichte von Villafranca de los Barros.[6]

## Verkehr
Villafranca de los Barros liegt an der Autovía A-66 (Autovía Ruta de la Plata), die von Sevilla nach Gijón führt. An das spanische Schienennetz ist die Stadt durch einen Bahnhof an der Bahnstrecke Mérida–Los Rosales angebunden.